# Colosses

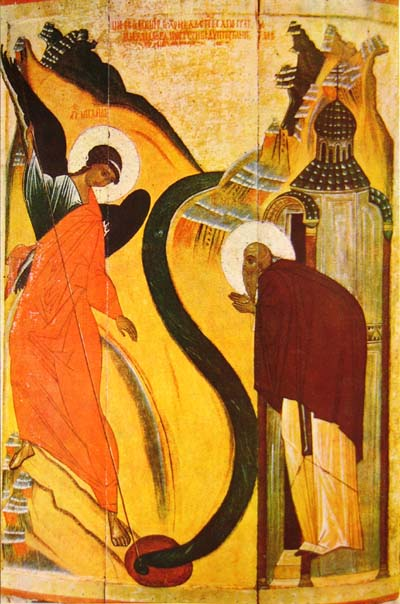
El miracle de l'arcàngel Miquel a Cones, icona russa del

Colosses (en grec antic: Κολοσσαί, Kolossaí; en llatí: Colossae) era una antiga ciutat de Frígia travessada pel riu Licos, un afluent del Meandre. Estrabó la situa prop de Laodicea. Heròdot diu que era una gran ciutat. Se situava a menys de vint quilòmetres de Laodicea i vora el camí principal que anava d'Efes fins a l'Eufrates. A les ruïnes de la ciutat, prop de la moderna Honaz, a Turquia, no s'hi han dut mai a terme excavacions arqueològiques.
L'any 481 aC Xerxes va arribar a la ciutat quan marxava cap a Sardes. El 396 aC, durant les guerres mèdiques, el sàtrapa Tissafernes va ser convocat a Colosses, on un agent de Cir el Jove el va assassinar. Plini el Vell explica que tant la llana de Laodicea com la de Colosses era molt apreciada, i que a Colosses es distingien per l'habilitat en tenyir-la. Va donar el seu nom (colossinus) al color del ciclamen. Durant el període hel·lenístic, la ciutat va tenir una certa importància com a centre mercantil, si bé al segle i aC Estrabó en parla com d'«una petita ciutat» i abans del segle i ja havia disminuït molt en dimensions i rellevància.
No hi ha proves que Pau de Tars hagués visitat la ciutat abans d'escriure l'Epístola als Colossencs, ja que diu a Filemó que espera visitar-la un cop alliberat de la presó (Filemó, 1:22). Sembla que Epafres va ser el fundador de l'Església de Colosses (Colossencs, 1:7 i 4:12).
Colosses va ser una seu episcopal, sufragània de Laodicea dins la Frígia pacaciana. A més d'Epafres, ens han arribat també els noms dels bisbes Epifani el 451 i Cosme el 692.

## Cones
La ciutat va ser destruïda (possiblement a causa d'un terratrèmol) i vora les seves ruïnes va sorgir la ciutat romana d'Orient de Cones (en grec: Χωναί o Χῶναι, Khonaí o Khónai; en llatí: Chonae). Les fonts romanes d'Orient i la literatura medieval que esmenten la localitat suggereixen el canvi de denominació d'una part o de tot Colosses en favor de Cones. A la ciutat, van néixer els escriptors romans d'Orient Nicetes Coniata i Miquel Coniata.
Va ser una seu episcopal al segle viii i arquiepiscopal a partir dels anys 858-860. Més endavant, és esmentada com a seu metropolitana sense sufragànies.
En l'art romà d'Orient i rus, el tema del Miracle de l'arcàngel Miquel a Cones (Τὸ ἐν Χωναῖς/Χῶναις Θαῦμα τοῦ Ἀρχαγγέλου Μιχαήλ, To en Khonés/Khones Thavma toú Arkhanguélou Mikhaïl) té una gran importància. Segons diu la tradició ortodoxa, es veu que alguns pagans van desviar el riu Licos contra el santuari de Sant Miquel per destruir-lo, però va aparèixer l'arcàngel i amb un llamp va esberlar la roca i hi va fer passar el riu per dins, de manera que l'església es va salvar i l'aigua que va tornar a brollar més enllà va ser santa sempre més. Els ortodoxos celebren una festa en commemoració d'aquesta feta el 6 de setembre. El monestir de Txúdov al Kremlin, on eren batejats els tsars, és dedicat al miracle de Cones.